# Tolić (Mionica)
Tolić (Mionica) (em cirílico: Толић) é uma vila da Sérvia localizada no município de Mionica, pertencente ao distrito de Kolubara, na região de Kolubara Podgorina. A sua população era de 391 habitantes segundo o censo de 2011.

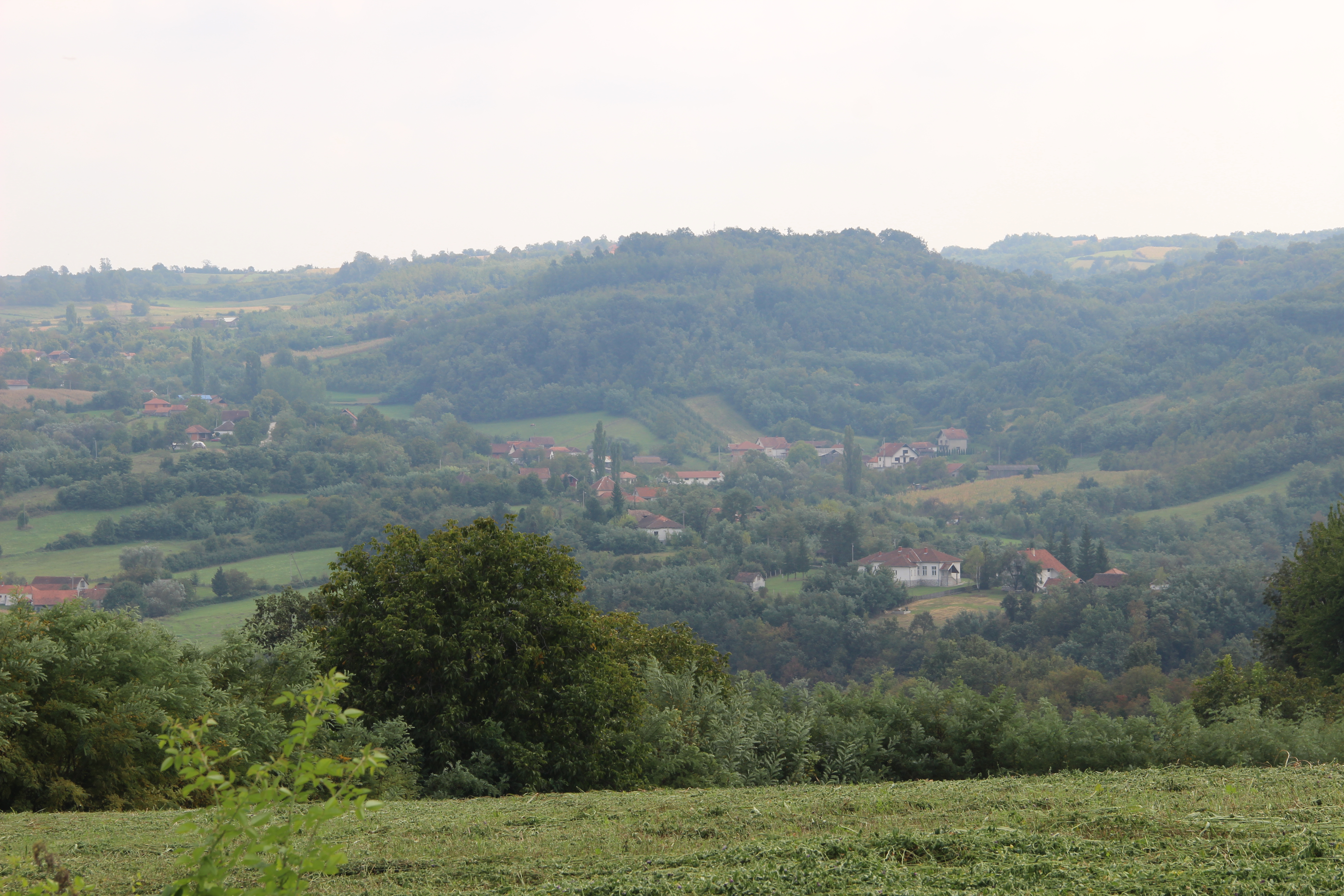
Tolić - panorama
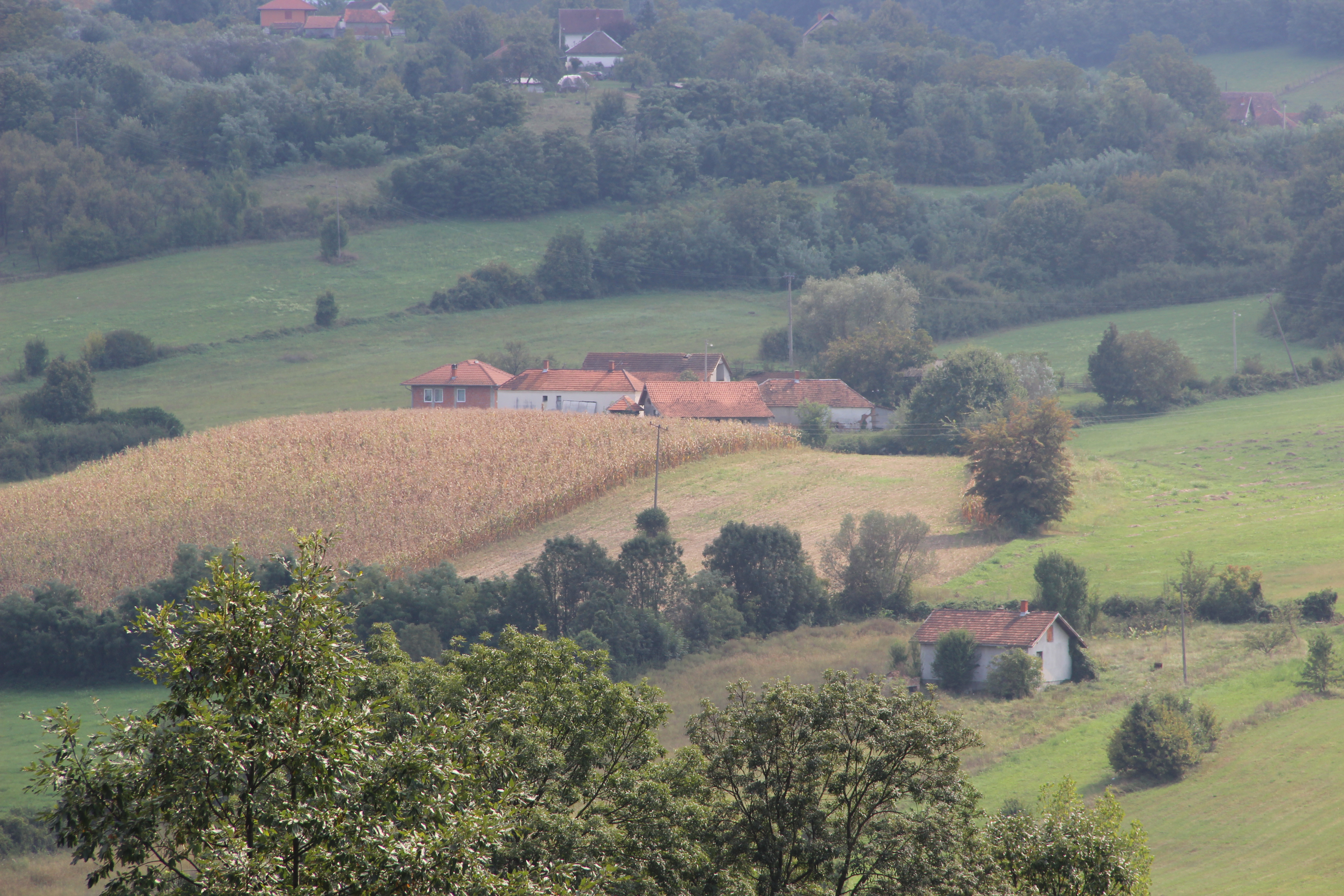
Tolić - panorama
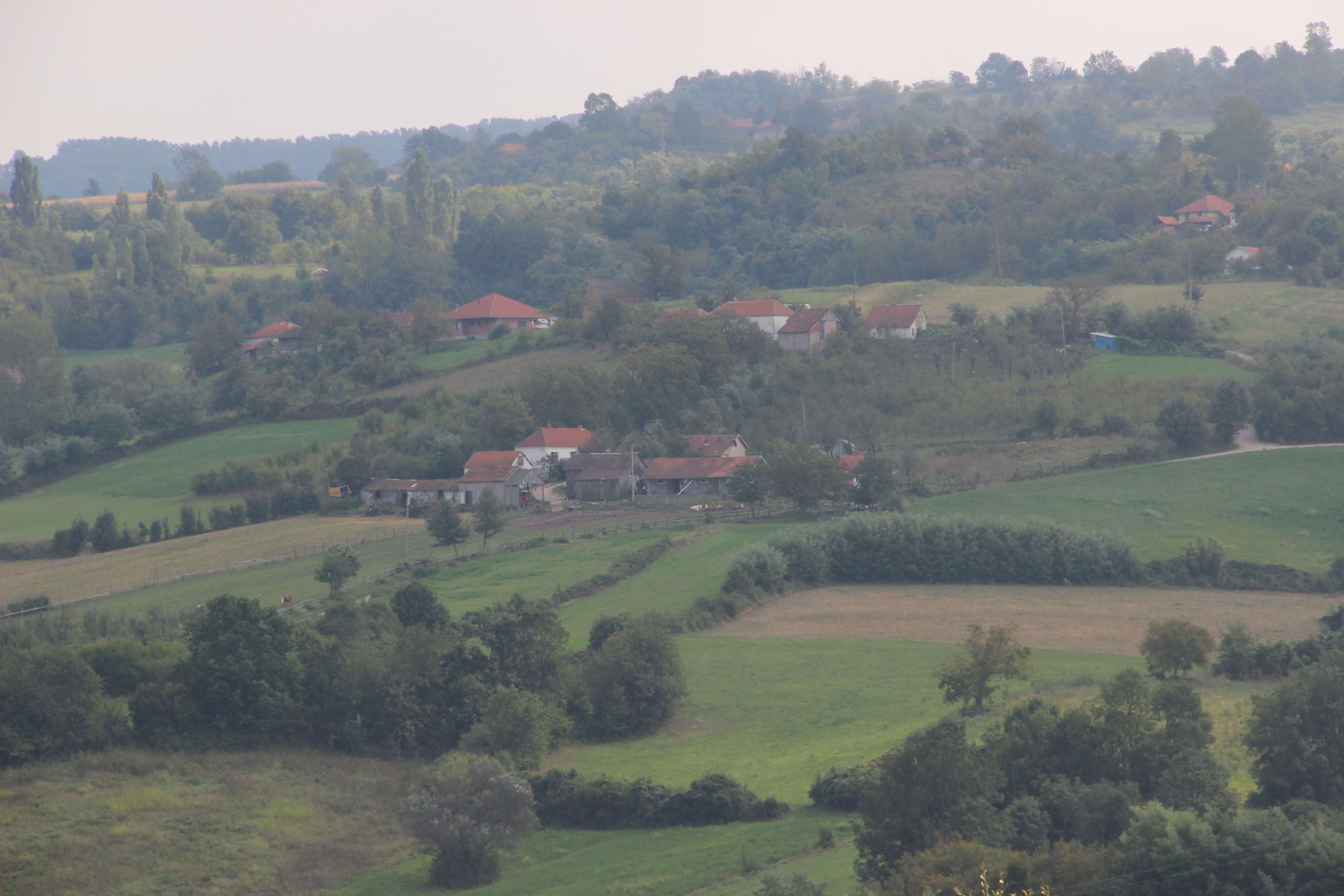
Tolić - panorama
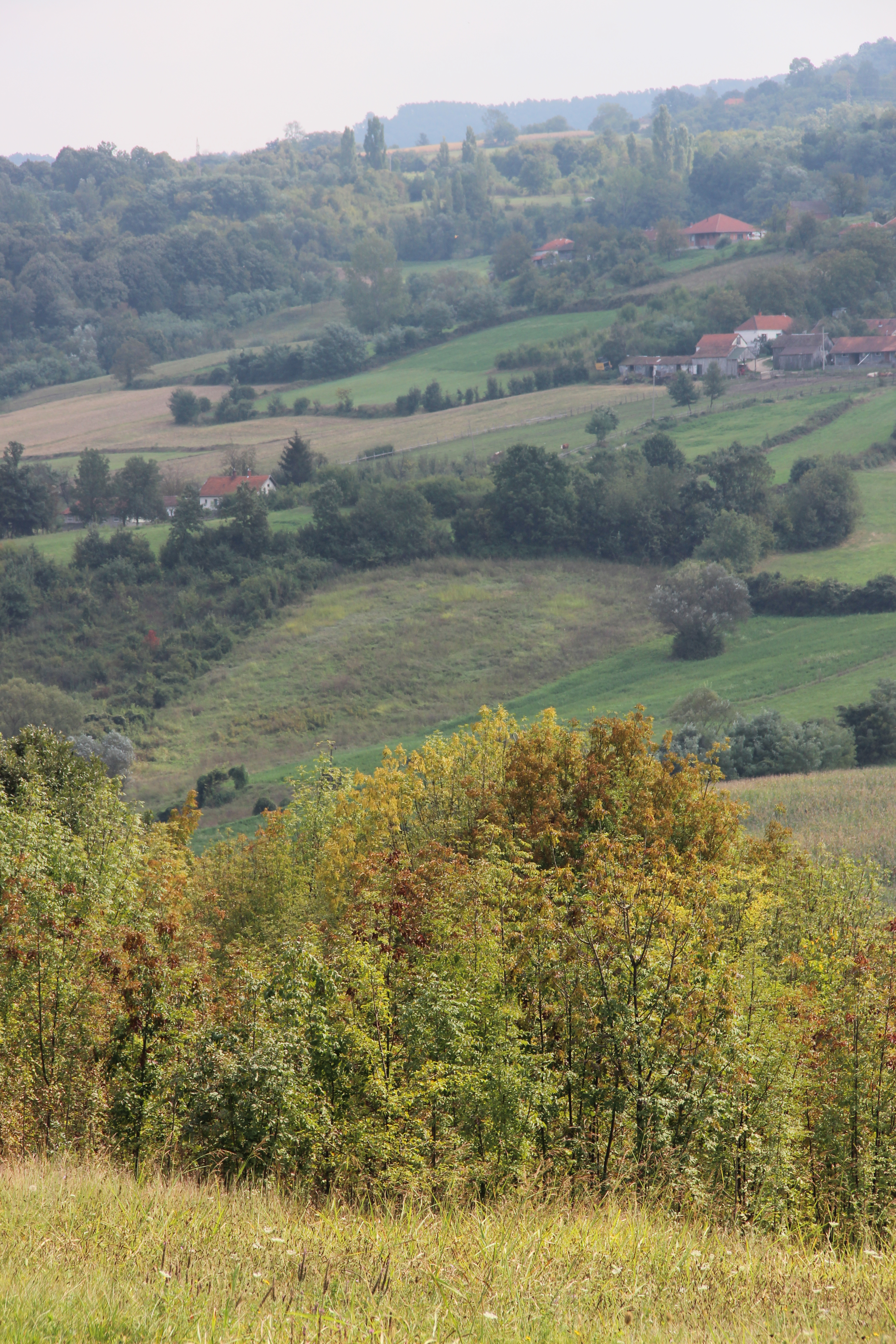
Tolić - panorama
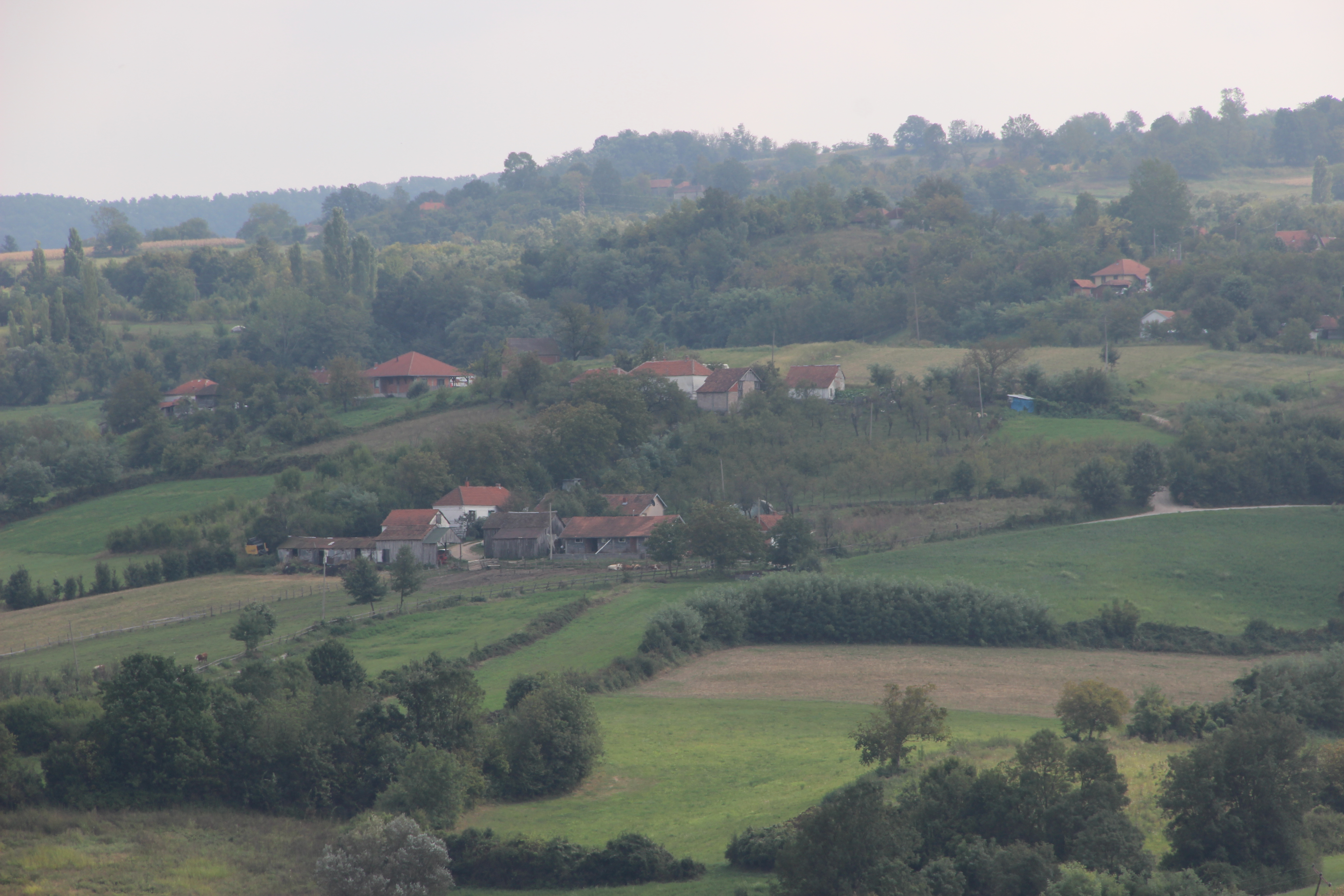
Tolić - panorama
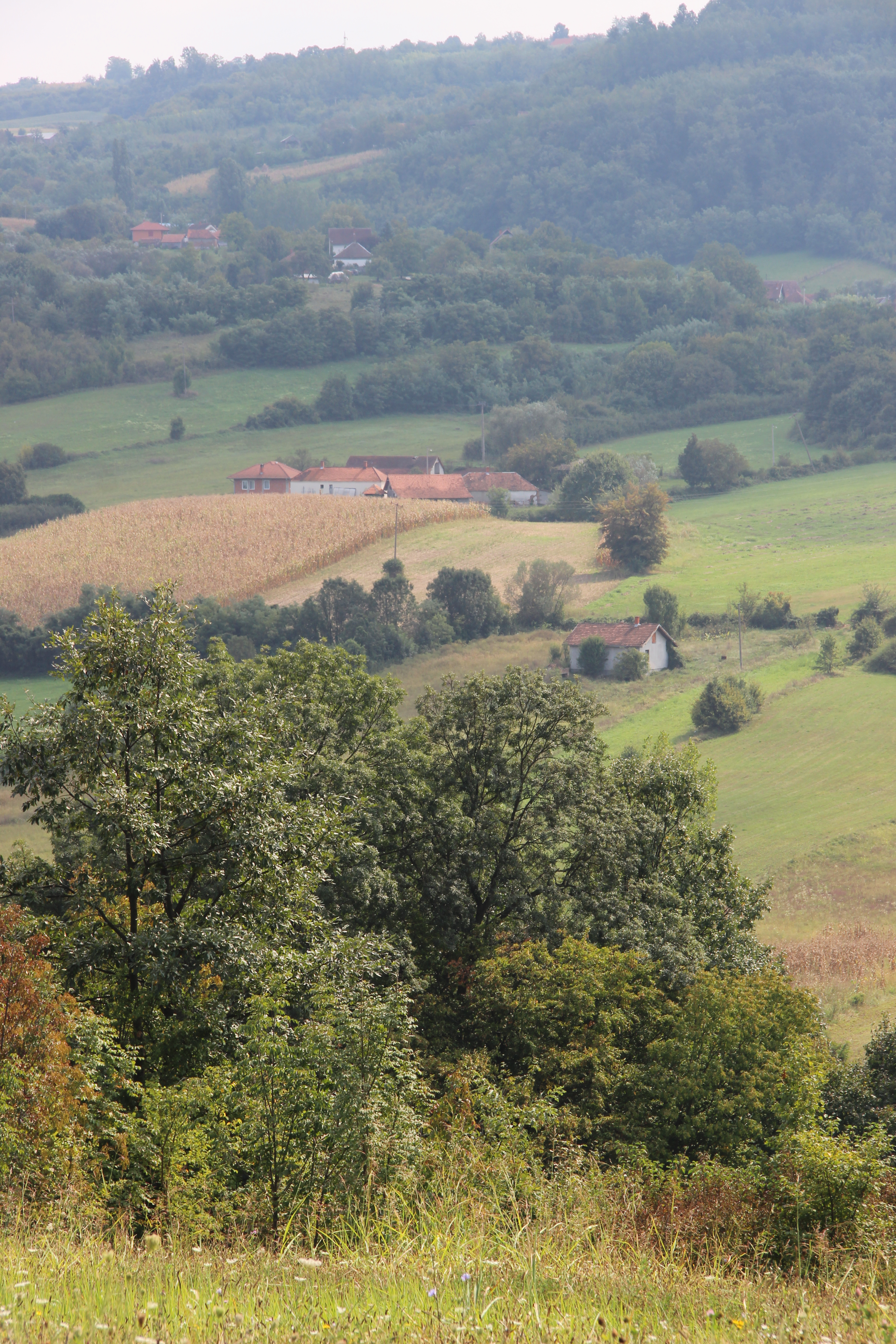
Tolić - panorama

## Demografia
| 1948 | 1953 | 1961 | 1971 | 1981 | 1991 | 2002 | 2011 |
| ---- | ---- | ---- | ---- | ---- | ---- | ---- | ---- |
| 745  | 773  | 703  | 629  | 577  | 445  | 434  | 391  |